# Juan León Mera
Juan León Mera Martínez (Ambato, 28 giugno 1832 – Ambato, 13 dicembre 1894) è stato uno scrittore, politico e pittore ecuadoriano, ricordato principalmente per essere l'autore di Salve, oh Patria, inno nazionale dell'Ecuador e per il romanzo Cumandá. In politica è stato funzionario del Presidente Gabriel García Moreno.

## Biografia
Nato ad Ambato, il padre Antonio Gómez Mera era un uomo d'affari, e sua madre, Josefa Martínez Vásconez, allevò da sola suo figlio dopo essere stata abbandonata dal marito durante la gravidanza. La sua infanzia fu austera, e per soddisfare le esigenze familiari la nonna materna affittò la proprietà al fratello Pablo Vásconez, un attivista che si opponeva alle politiche dell'allora presidente Juan José Flores.
Dopo essere stato educato a casa, da suo prozio e suo zio Nicolás Martínez, a vent'anni se ne andò a Quito per frequentare corsi con il pittore Antonio Salas, che gli insegnò le tecniche della pittura ad olio e dell'acquerello.
All'età di 33 anni, scrisse Salve, oh Patria, l'inno della Repubblica dell'Ecuador, con la musica del compositore Antonio Neumane. Membro della Asociación de Academias de la Lengua Española, fu nominato tra i primi funzionari della Academia Ecuatoriana de la Lengua, fondata nel 1875.
Considerato tra i precursori della letteratura ecuadoriana per la sua opera Cumandà, pubblicata a Quito nel 1879 e a Madrid nel 1891, dove descrive i popoli dell'allora poco conosciuta selva amazzonica che copre l'oriente ecuadoriano.

## Politica
Oltre che scrittore e pittore Mera si occupò anche di politica. Seguace del presidente Gabriel García Moreno, ricoprì diversi incarichi, tra i quali quello di governatore della provincia del Cotopaxi, Segretario del Consiglio di Stato, Senatore e Presidente del Senato e del Congresso.

## Opere
- Fantasmas enamorados (1857)
- Melodías indígenas (1858)
- Poesías (1858)
- Afectos íntimos (1859)
- La virgen del sol (1861)
- Salve, oh Patria (1865)
- Ojeada histórico-crítica sobre la poesía ecuatoriana (1868)
- Los novios de una aldea ecuatoriana (1872)
- Mazorra (1875)
- Cumandá (1879)
- Los últimos momentos de Bolívar (1883)
- La dictadura y la restauración de la República del Ecuador (1884)
- Lira ecuatoriana (1887)
- Entre dos tías y un tío (1889)
- Porqué soy cristiano (1890)
- Antología ecuatoriana: cantares del pueblo (1892)
- Tijeretazos y plumadas (1903)
- Garcia Moreno (1904)
- Novelitas ecuatorianas (1909)